# Kettenpolster

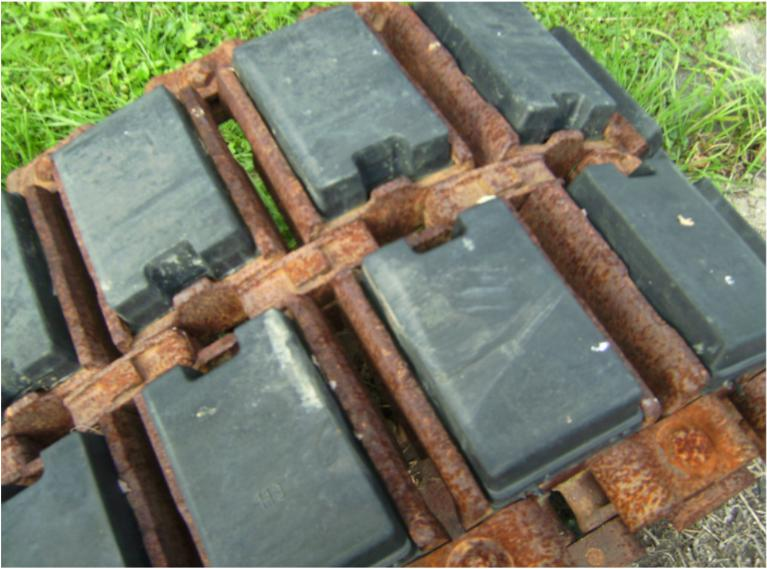
Kombikette mit Kettenpolstern. Nach Entfernen der Kettenpolster wird sie zur Gefechtskette

Unter einem Kettenpolster versteht man zusätzlich anbringbare Gummipolster, die in die Gleisketten von schweren militärischen Kettenfahrzeugen (Panzer) adaptiert werden können, um den Untergrund bei Fahrten auf öffentlichen Straßen zu schonen.
Die Lebensdauer dieser Kettenpolster kann nicht festgelegt werden, da sie von dem befahrenen Untergrund abhängig ist. 
Die auf dem Bild sichtbaren Kettenpolster (Leopard 1-Familie) deutscher Fertigung werden seitlich unter zwei Stegen auf die Kette aufgeschoben und mittels einer Federnase gesichert. 
Namhafte Hersteller von Kettenpolstern sind beispielsweise die Unternehmen Diehl, Hutchinson Industries, Trelleborg Viking und William Cook Defence.